# Kiss Áron (lelkész)
Hegymegi Kiss Áron (Ófehértó (Szabolcs megye), 1788. október 27. – Botpalád, 1834. február 4.) református lelkész.

## Élete
Ófehértón született, atyja, Kiss György ottani lelkész, anyja pedig Margitay Erzsébet volt. Tanulását szülőföldjén kezdte és 1808-ban Sárospatakon végezte, 1809-ben a szatmárnémeti káplántanítóságot vállalta el és 1810-ben a határos Vetés papja lett. 1815 őszén Kisnaményba ment papnak és itt lakott aztán 17 évig. Költői lelkű pap volt és vidékének kitűnő egyházi szónoka; alaposan ismerte a római költőket, kivált Horatiust. A Mondolat-perben, melynek egy kis külön szatmármegyei függeléke is volt, szemben találta magát Kölcseyékkel, szatirikus versekkel támadta ellenfeleit és védte saját álláspontját, sőt egy röpiratot is írt e tárgyban, de ez kéziratban maradt. 1816-ban személyesen megismerkedett Kölcsey Ferenccel, aki április 25-én Kazinczyhoz írt levelében fölemlíti kéziratban levő verseit és ezek közül különös dicsérettel emlékezik horatiusi ódáiról. 1830-ban Bereg vármegye táblabírója lett. 1832-ben a botpaládiak választották meg lelkészüknek. Pap Endre gyászverset (Érdememlék. Nagy-Károly, 1834) nyomatott emlékezetére. Egyházmegyéjének főjegyzője volt.
Költeményei vannak a Nagy József Poétai Gyűjteményében (Sárospatak, 1813. I., II. k), a Hasznos Mulatságokban (1826. 26 sz.)

## Munkái
- Tisztelettevő versezet, mely Bretzenheim Károly ő herczegségének a sárospataki és regéczi uradalmakba júl. 5. 1808. lett bevezetése alkalmatosságával készíttetett. Sárospatak
- Érdem oszlop, mellyet mélt. nagy-lónyai, vásárosnaményi és barátszeri Lónyay Gábor úrnak... Zemplén vármegye első alispánnyának, midőn Felséges Első Ferencz császár s magyarországi király kegyelmes uralkodása alatt a barátszeri uradalmába karácsony havának 15. napján 1808. bévezettetett, emelt Szentes József cs. k. főstrázsamester. Uo. (Más kiadás: Egy olajág.... 1808... Uo.)
- Egy koszorú, azon sírhalomra, melybe két esztendők alatt, egymást csakhamar követve, költöztenek-be néhai áldott emlékezető mélt. vajai Vay Florentina kisasszony, meghalt 1817. jún. 17. Édes ura atyja mélt. vajai Vay Ádám ur eő nagysága .. megholt 1817. aug. 21. Mélt. vajai Vay Katalin kisasszony ugyancsak a tit. úr szeretett leánya, megholt 1819. máj. 10. Nagy-Károly (költemény)
- Carmina in honorem serenissimi principis ac primatis regni Caroli Ambrosii; dum in itinere suo civitatem etiam Patakinam benigne inviseret...
- Mélt. Ötvös János consiliarius és viceispán halálára...
- Emlékezet-oszlop, melyet antalfalvai Sólyom Józéfa ifjú úri asszonynak... kis-dobronyi Isaak Sámuel úr... élete-párjának fenn maradó tiszteletére emelt és szentelt 1819. eszt. Nagy-Károly (költemény)
- Tekintetes nemzetes és vitézlő kis-dobronyi Isaak Sámuel urhoz t. ns. Szatmár vármegye első alispánnyához maga neve napján szinte midőn közelebb elhunyt édes emlékezetű szeretett élete párjának, néhai antalfai Sólyom Józéfa ifjú asszonynak gyászoszlopot emelne aug. 26. 1819. Uo. (költemény)
- A helvécziai vallás-tételt követő szathmári egyházi vidék 18. esztendőkig volt esperestjének ... néhai Szakál Mihály úrnak áldott emléke. Uo. 1830. (Költemény.)
- Résztvevő érzések egy odában mélt. kis-dobronyi Isaák Sámuel úrhoz midőn 1831. jan. 12. kimult nagy reménységű Ferdinand fiacskáját kesergené. Uo., 1831
- A koporsók és sirhalmak, a megholtak árnyékainak tisztelettel szentelve. Sárospatak, 1832 (Nagy József társaságában)
- A maga nevének megfelelt ember. Néhai szép emlékezetű nagytiszt. s tudományos Literati Nagy János urnak, a beregi h. vallástételt tartó egyházi vidék 18 esztendőkig volt esperestjének, közelebb egyszersmind Tarpa mezővárosa fáradhatatlan hív lelkipásztorának és tek. nemes Beregh vármegye hites táblabirájának példájában 1833. júl. 31. történt halála alkalmával egy bús órában előadatva. Debreczen, 1834

### Kéziratban maradtak
Apróságok három darabban (költemények); Elegyes versek két kötetben; Templomi Istennel társalkodás (imádságok); Egyházi beszédek négy nagy kötet; a Magyar Nemzeti Múzeumban: Versei t. tasnádszántói Becsky Magdolna kisasszony halálára. N. Peleske, 1821.
Az új Énekes könyvben: Kegyes lelkek és urat dicsérjék és Az Isten annyira szerette kezdetű énekeket ő írta.